# رضا غرسلاوي
رضا غرسلاوي سياسي تونسي، كلفه الرئيس التونسي قيس سعيد بتسيير أمور وزارة الداخلية في 29 يوليو 2021 وذلك بعد ثلاثة أيّام من تجميد الرئيس قيس سعيد لأعمال البرلمان وإعفائه رئيس الحكومة هشام المشيشي من مهامه وتوليه السلطة التنفيذية بنفسه.
شغل رضا سابقًا محافظ شرطة عام من الصنف الأول، ومنصب مستشار لدى رئيس الجمهورية بدائرة الأمن القومي، كما انتُدب بالإدارة العامة لأمن رئيس الدولة والشخصيات الرسمية سنة 1996.